# Ley (Moselle)
Ley település Franciaországban, Moselle megyében. Lakosainak száma 107 fő (2022. január 1.). Ley Donnelay, Juvelize, Lezey, Moncourt és Ommeray községekkel határos.

## Népesség
A település népességének változása:
| Lakosok száma | 107  | 104  | 104  | 109  | 106  | 105  | 97   | 102  | 102  | 107  |
|               | 1968 | 1982 | 1990 | 2006 | 2013 | 2015 | 2017 | 2019 | 2020 | 2022 |